# Ip adresse10.50.49.13
bonjour contacté Anoumah kokou selom